# Without Blood
Pour plus de détails, voir Fiche technique et Distribution.
Without Blood est un film américano-italien réalisé par Angelina Jolie et sorti en 2024. Il s'agit d'une adaptation du roman court Sans sang d'Alessandro Baricco.
Il est présenté en avant-première au festival international du film de Toronto 2024.

## Synopsis
Plus jeune, Nina a assisté au massacre de toute sa famille. Elle a survécu en demeurant cachée. Adulte, Nina est toujours très marquée et peine à se reconstruire. Elle va alors retrouver les coupables des meurtres des membres de sa famille et se lancer dans une vendetta.

## Fiche technique
Sauf indication contraire, les informations mentionnées dans cette section peuvent être confirmées par la base de données cinématographiques IMDb,  présente dans la section « Liens externes ».
- Titre original : Without Blood
- Réalisation : Angelina Jolie
- Scénario : Angelina Jolie, d'après le roman court Sans sang d'Alessandro Baricco
- Musique : Rutger Hoedemaekers
- Décors : Jon Hutman
- Costumes : Anna Munro et Ursula Patzak
- Photographie : Seamus McGarvey
- Montage : Xavier Box
- Production : Lorenzo De Maio, Angelina Jolie et Lorenzo Mieli

Producteur délégué : Roberto Malerba
- Sociétés de production : De Maio Entertainment, Fremantle, Jolie Productions et The Apartment
- Société de distribution : Fremantle
- Budget : N/A
- Pays de production :  États-Unis,  Italie
- Langue originale : anglais
- Format : couleur - 2.39:1 - DCP
- Genre : drame, guerre
- Durée : 91 minutes
- Dates de sortie[2] :
  - Canada : septembre 2024 (festival de Toronto)

## Distribution
- Salma Hayek : Nina
- Demián Bichir : Tito
- Juan Minujín : Salinas
- Ariel Perez Lima : Tito, jeune
- Patricio Jose : Tito, âgé de 30 ans et plus
- Angelica Pisilli : Nina, entre 14 et 30 ans
- Maddox Chivan Jolie-Pitt
- Pax Thien Jolie-Pitt

## Production
En juin 2022, il est annoncé qu'Angelina Jolie va écrire et réaliser l'adaptation du roman court Sans sang (Senza sangue) d'Alessandro Baricco publié en 2002. Salma Hayek, Demián Bichir et Juan Minujín sont annoncés dans les rôles de Nina, Tito et Salinas. Les fils adoptifs aînés d'Angelina Jolie, Maddox et Paxx, sont également confirmés.
Le tournage a lieu en Italie, notamment dans les Pouilles et dans la région de Basilicate. Les prises de vues ont également lieu à Rome notamment aux studios Cinecittà.

## Sortie et accueil
Without Blood est présenté en avant-première mondiale au festival international du film de Toronto 2024 en septembre 2024.